# Ecoporanga achira
Ecoporanga achira är en skalbaggsart som beskrevs av Dilma Solange Napp och Martins 2006. Ecoporanga achira ingår i släktet Ecoporanga och familjen långhorningar. Inga underarter finns listade i Catalogue of Life.